# سونی پیکچرز ایمج‌ورکز
سونی پیکچرز ایمج‌ورکز (انگلیسی: Sony Pictures Imageworks) شرکتی که کارش ساخت جلوه‌های بصری است و دفتر مرکزی آن در ونکوور است.

## فیلم ها
- ۲۰۱۲ (فیلم)
- خیابان جامپ شماره ۲۲
- ۵۰ قرار اول
- آلیس در سرزمین عجایب (فیلم ۲۰۱۰)
- آلیس آنسوی آینه (فیلم)
- تک‌تیرانداز آمریکایی (فیلم)
- دلبر آمریکایی (فیلم)
- آناکوندا (فیلم)
- مدیریت خشم (فیلم ۱۹۳۶)
- آرتور کریسمس
- پسران بد ۲
- بئوولف (فیلم ۲۰۰۷)
- ماهی بزرگ
- مخلوط (فیلم)
- دورافتاده
- گربه‌ها و سگ‌ها: انتقام از کیتی گالور
- فرشتگان چارلی (فیلم)
- فرشتگان چارلی ۲
- کریسمس در کنار خانواده کرنک
- شهر فرشته‌ها (فیلم)
- کلیک (فیلم ۲۰۰۶)
- ابری با احتمال بارش کوفته قلقلی (فیلم)
- ابری با احتمال بارش کوفته قلقلی ۲ (فیلم)
- تماس (فیلم ۱۹۹۷)
- جان‌سخت ۳
- Early Bloomer
- لبه فردا
- خشم (فیلم ۲۰۱۴)
- جی-فورس (فیلم)
- روح‌سوار (فیلم ۲۰۰۷)
- گودزیلا (فیلم ۱۹۹۸)
- فانوس سبز (فیلم)
- نگهبانان کهکشان (فیلم)
- شکارچیان روح (فیلم ۲۰۱۶)
- هری پاتر و سنگ جادو (فیلم)
- مرد توخالی
- هتل ترانسیلوانیا
- هتل ترانسیلوانیا ۲
- هتل ترانسیلوانیا ۳: تعطیلات تابستانی
- من افسانه‌ام
- من جاسوس (فیلم)
- در خط آتش
- جیمز و هلوی غول‌پیکر (فیلم)
- جومانجی
- کینگزمن: محفل طلایی
- آخرین حرکت قهرمان
- مردان سیاه‌پوش ۲
- مردان سیاه‌پوش ۳
- مایکل (فیلم ۱۹۹۶)
- خانه هیولا
- فصل شکار
- از بزرگ و قدرتمند
- پچ آدامز (فیلم)
- پدیده (فیلم ۱۹۹۶)
- پیکسل‌ها (فیلم ۲۰۱۵)
- ملوان زبل
- سیبیسکوت (فیلم)
- اسمورف‌ها: دهکده گمشده
- بارش برف روی سروها (فیلم)
- سرعت (فیلم ۱۹۹۴)
- مرد عنکبوتی (فیلم)
- مرد عنکبوتی ۲
- مرد عنکبوتی ۳
- مرد عنکبوتی: بازگشت به خانه
- سربازان سفینه (فیلم)
- لک‌لک‌ها (فیلم)
- استوارت کوچولو
- استوارت کوچولو ۲
- جوخه انتحار (فیلم)
- بازگشت سوپرمن (فیلم)
- موج‌سواری (فیلم)
- Tall Tale
- مرد عنکبوتی شگفت‌انگیز (فیلم ۲۰۱۲)
- مرد عنکبوتی شگفت‌انگیز ۲
- فیلم پرندگان خشمگین
- هوانورد (فیلم ۲۰۰۴)
- سرگذشت نارنیا: شاهزاده کاسپین
- سرگذشت نارنیا: شیر، کمد و جادوگر
- The Chubbchubbs!
- فیلم شکلک (فیلم)
- شبح و ظلمت
- مصاحبه (فیلم ۲۰۱۴)
- ارباب حلقه‌ها (مجموعه‌فیلم)
- ماتریکس: بارگذاری مجدد
- انقلاب‌های ماتریکس
- قطار سریع‌السیر قطبی
- اسمورف‌ها (فیلم)
- اسمورف‌ها ۲
- نگهبانان (فیلم)
- آنچه در زیر است
- گرگ (فیلم ۱۹۹۴)
- زاتورا: یک ماجرای فضایی
- نگهبان باغ‌وحش (فیلم)